# Cuerpo de Policía Nacional
El Cuerpo de Policía Nacional (CPN), o simplemente Policía Nacional, fue una institución armada española creada durante el periodo de la Transición y antecesora del actual Cuerpo Nacional de Policía (CNP).
La Policía Nacional constituía un cuerpo de estructura y organización militar, no integrada en las Fuerzas Armadas, y que dependía del Ministerio del Interior. Sus miembros fueron popularmente conocidos por el apelativo de maderos por el color de su uniforme (esto viene de mucho antes, cuando se usaban defensas de madera en orden público), en contraste con el uniforme color gris empleado durante la época franquista por la Policía Armada.

## Historia
El 4 de diciembre de 1978 la antigua Policía Armada de la época franquista fue reestructurada y renombrada como Cuerpo de Policía Nacional. Orgánicamente, el nuevo organismo policial dependía del Ministerio del Interior, aunque directamente lo hiciera a través de la Dirección General de Seguridad (DGS).
El Cuerpo desapareció el 13 de marzo de 1986 con la Ley Orgánica de Fuerzas y Cuerpos de Seguridad, que creaba el Cuerpo Nacional de Policía (CNP) y suponía la unificación del Cuerpo Superior de Policía y de la Policía Nacional.

## Empleos y Escalas
Las divisas se colocaban en las bocamangas de la guerrera de gala, exceptuando la de policía de primera que iba en el brazo izquierdo entre hombro y codo. En la chaqueta de servicio se ponían en los hombros y en verano sobre la camisa en óvalos de pecho rojos, las unidades especiales las usaban colocadas en cartucho en las hombreras.

### Oficiales
| Código OTAN | OF-7                | OF-6               | OF-5    | OF-4             | OF-3       | OF-2    | OF-1     | OF-1    |
| ----------- | ------------------- | ------------------ | ------- | ---------------- | ---------- | ------- | -------- | ------- |
| España      | General de División | General de Brigada | Coronel | Teniente Coronel | Comandante | Capitán | Teniente | Alférez |
| España      | General de División | General de Brigada | Coronel | Teniente Coronel | Comandante | Capitán | Teniente | Alférez |

### Suboficiales y Tropa
| Código OTAN | OR-8        | OR-8    | OR-7    | OR-7             | OR-6             | OR-6     | OR-5     | OR-5         | OR-4         | OR-4 | OR-3 | OR-3               | OR-2               | OR-2    | OR-1    | OR-1 |
| ----------- | ----------- | ------- | ------- | ---------------- | ---------------- | -------- | -------- | ------------ | ------------ | ---- | ---- | ------------------ | ------------------ | ------- | ------- | ---- |
| España      |             |         |         |                  |                  |          |          |              |              |      |      |                    |                    |         |         |      |
| Subteniente | Subteniente | Brigada | Brigada | Sargento Primero | Sargento Primero | Sargento | Sargento | Cabo Primero | Cabo Primero | Cabo | Cabo | Policía de Primera | Policía de Primera | Policía | Policía |      |

## Uniformidad
| Uniformidad del Cuerpo de Policía Nacional |                                    |                                     |                                     |            |                       |
|                                            |                                    |                                     |                                     |            |                       |
| Seguridad Ciudadana (SC)                   | Compañías de Reserva General (CRG) | Grupo Especial de Operaciones (GEO) | Desactivación de Explosivos (TEDAX) | Caballería | Gala y Representación |